# Simen Bolkan Nordli
Simen Bolkan Nordli (Elverum, 25 dicembre 1999) è un calciatore norvegese, centrocampista del Rosenborg.

## Biografia
È figlio di Leif Nordli e fratello di Jonas, entrambi calciatori professionisti.

## Carriera

### Club
È cresciuto nelle giovanili dell'Ottestad, per cui ha esordito in 3. divisjon in data 13 aprile 2015: è stato titolare nella sconfitta per 4-3 subita sul campo del Gjerdrum.
L'anno seguente è passato all'HamKam, compagine all'epoca militante in 2. divisjon. Ha debuttato il 4 giugno 2016, subentrando a Thobias Ndungu nel pareggio per 0-0 arrivato in casa del Byåsen. L'11 settembre successivo ha trovato la prima rete in squadra, nel 4-0 inflitto al Brumunddal. Ha contribuito alla promozione dell'HamKam in 1. divisjon, arrivata al termine del campionato 2017.
Il 2 gennaio 2020 è stato reso noto il suo approdo all'Aalesund, per cui ha firmato un contratto triennale. Ha giocato quindi la prima partita in Eliteserien in data 16 giugno, trovando anche una rete nella sconfitta interna per 1-4 sul Molde. A fine stagione, la squadra è retrocessa in 1. divisjon, per riconquistare la promozione alla fine del campionato 2021.
Il 27 luglio 2022 è stato ufficializzato il suo trasferimento ai danesi del Randers, per cui ha firmato un contratto valido per tre anni e mezzo, a partire dal 1º gennaio 2023. Il 19 febbraio 2023 ha quindi esordito in Superligaen, schierato titolare nel pareggio per 0-0 in casa dell'Odense. Il 23 aprile successivo sono arrivate le prime reti, con una doppietta nel successo per 0-4 sul campo del Brøndby.
Il 21 luglio 2025 è stato reso noto il suo trasferimento al Rosenborg, a cui si è legato fino al 31 dicembre 2029.

### Nazionale
Ha giocato nelle nazionali giovanili norvegesi Under-18 ed Under-19.
Bolkan Nordli ha esordito per la Norvegia under 21 in data 7 giugno 2019, schierato titolare nella sconfitta per 3-1 contro la Svezia, in un'amichevole disputata ad Helsingborg.

## Statistiche

### Presenze e reti nei club
Statistiche aggiornate al 27 luglio 2025.
| Stagione        | Club            | Campionato      | Campionato | Campionato | Coppe nazionali | Coppe nazionali | Coppe nazionali | Coppe continentali | Coppe continentali | Coppe continentali | Supercoppe | Supercoppe | Supercoppe | Totale | Totale |
| Stagione        | Club            | Comp            | Pres       | Reti       | Comp            | Pres            | Reti            | Comp               | Pres               | Reti               | Comp       | Pres       | Reti       | Pres   | Reti   |
| --------------- | --------------- | --------------- | ---------- | ---------- | --------------- | --------------- | --------------- | ------------------ | ------------------ | ------------------ | ---------- | ---------- | ---------- | ------ | ------ |
| 2015            | Ottestad        | 3D              | 20         | 0          | CN              | 1               | 0               | -                  | -                  | -                  | -          | -          | -          | 21     | 0      |
| 2016            | HamKam          | 2D              | 12         | 1          | CN              | 0               | 0               | -                  | -                  | -                  | -          | -          | -          | 12     | 1      |
| 2017            | HamKam          | 2D              | 15         | 3          | CN              | 0               | 0               | -                  | -                  | -                  | -          | -          | -          | 15     | 3      |
| 2018            | HamKam          | 1D              | 27         | 7          | CN              | 4               | 1               | -                  | -                  | -                  | -          | -          | -          | 31     | 8      |
| 2019            | HamKam          | 1D              | 28         | 13         | CN              | 0               | 0               | -                  | -                  | -                  | -          | -          | -          | 28     | 13     |
| Totale HamKam   | Totale HamKam   | Totale HamKam   | 82         | 24         |                 | 4               | 1               |                    | -                  | -                  |            | -          | -          | 86     | 25     |
| 2020            | Aalesund        | ES              | 28         | 4          | -               | -               | -               | -                  | -                  | -                  | -          | -          | -          | 28     | 4      |
| 2021            | Aalesund        | 1D              | 30         | 10         | CN              | 3               | 1               | -                  | -                  | -                  | -          | -          | -          | 33     | 11     |
| 2022            | Aalesund        | ES              | 29         | 3          | CN              | 3               | 0               | -                  | -                  | -                  | -          | -          | -          | 32     | 3      |
| Totale Aalesund | Totale Aalesund | Totale Aalesund | 87         | 17         |                 | 6               | 1               |                    | -                  | -                  |            | -          | -          | 93     | 18     |
| gen.-giu. 2023  | Randers         | SL              | 14         | 2          | CD              | -               | -               | -                  | -                  | -                  | -          | -          | -          | 14     | 2      |
| 2023-2024       | Randers         | SL              | 26         | 5          | CD              | 2               | 1               | -                  | -                  | -                  | -          | -          | -          | 28     | 6      |
| 2024-2025       | Randers         | SL              | 32         | 14         | CD              | 1               | 0               | -                  | -                  | -                  | -          | -          | -          | 33     | 14     |
| Totale Randers  | Totale Randers  | Totale Randers  | 72         | 21         |                 | 3               | 1               |                    | -                  | -                  |            | -          | -          | 75     | 22     |
| lug.-dic. 2025  | Rosenborg       | ES              | 1          | 0          | CN              | -               | -               | UECL               | 1                  | 1                  | -          | -          | -          | 2      | 1      |
| Totale          | Totale          | Totale          | 230        | 48         |                 | 13              | 3               |                    | 1                  | 1                  |            | -          | -          | 244    | 52     |